# District fédéral de Bogota
1861–1863
Entités précédentes :
- État fédéral de Cundinamarca (1861)

Entités suivantes :
- État souverain de Cundinamarca (1864)
- Distrito Capital de Bogotá (1905)

Le District fédéral de Bogota (espagnol : Distrito Federal de Bogotá) est une ancienne entité juridique et territoriale colombienne, créée le 23 juin 1861 par le général Tomás Cipriano de Mosquera, afin d'en faire le siège du gouvernement fédéral de ce qui était alors les États-Unis de Colombie. 

Situation du district fédéral de Bogota (en rouge) au sein de l'actuel Distrito Capital.

Ses limites étaient constituées par les ríos Arzobispo et San Francisco au nord, Fucha au sud, Bogotá à l'ouest et les cerros Orientales, dont Guadalupe et Monserrate, à l'est.
Il fut supprimé le 23 juillet 1863 et son territoire incorporé à l'État souverain de Cundinamarca,. À partir de cette date, la ville est gouvernée par un préfet, qui en vertu de la loi du 11 mai 1864 se nomme gouverneur.

## Liste des gouverneurs du district fédéral de Bogota
- Andrés Cerón : 23 juillet 1861 - 23 novembre 1861
- José M. Rojas Garrido : 23 novembre 1861 - 24 mai 1862
- Medardo Rivas : 24 mai 1862 - octobre 1862
- Miguel Gutiérrez Nieto : octobre 1862 - juin 1863